# Давид Лопес-Суберо
Давид Лопес-Суберо  (ісп. David López-Zubero, 11 лютого 1959) — іспанський плавець, олімпійський медаліст.

## Виступи на Олімпіадах
| Олімпіада         | Дисципліна                            | Місце     |
| ----------------- | ------------------------------------- | --------- |
| Монреаль 1976     | плавання на 200 метрів вільним стилем | 3 h2 r1/2 |
| Монреаль 1976     | плавання на 400 метрів вільним стилем | 5 h7 r1/2 |
| Монреаль 1976     | естафета 4 × 200 вільним стилем       | 4 h3 r1/2 |
| Москва 1980       | плавання на 100 метрів вільним стилем | 6 h2 r2/3 |
| Москва 1980       | плавання на 200 метрів вільним стилем | 1 h3 r1/2 |
| Москва 1980       | естафета 4 × 200 вільним стилем       | 6 h2 r1/2 |
| Москва 1980       | плавання на 100 метрів, батерфляй     | 3         |
| Москва 1980       | комплексна естафета 4 × 100           | 3 h1 r1/2 |
| Лос-Анджелес 1984 | естафета 4 × 200 вільним стилем       | 11        |
| Лос-Анджелес 1984 | плавання на 100 метрів, батерфляй     | 12T       |